# Dionís Baiget i Bassi
Dionís Baiget i Bassi   (Corbins, 1877 - Lleida, 24 de desembre de 1938) fou un violinista, director de cors i bandes i també tenor.

## Biografia
Com a violinista, Dionís Baiget destaca per la seva participació a La Pua, agrupació instrumental formada per instruments de corda, que va ser creada el 1892 per Joan Bergós i Salvador Revés.
Juntament amb Francesc Besa, Baiget va dirigir el cor del Patronat Obrer del Sagrat Cor de Jesús format el 1904 al Palau del Bisbe. El cor estava integrat per 40 obrers i realitzà la seva primera audició en públic el dia 4 de novembre de 1904.
El 1905 Baiget dirigia el cor El Jazmín format per obrers i integrat a la Lliga Catòlica de Lleida i el 1907 es va encarregar també del cor La Violeta. Segons es desprèn d'un article de premsa aparegut al Diario de Lérida del 26 d'abril de 1907, el cor La Violeta havia ofert una serenata al diputat Juan Moles i Dionís Baiget s'havia encarregat de la direcció, fet que no sembla que fos ocasional.
El mateix any 1907 trobem Baiget com a director de la Banda de la Creu Roja. Va ser en una desfilada feta en ocasió de la processó del Corpus de la parròquia de Sant Andreu. Pocs anys després, a partir de 1912, també es va fer càrrec de la direcció de la Banda de Santa Cecília substituint a Francesc Gelambí, que l'havia creada el 1900. Els Anales de la Academia Mariana, en el seu número de desembre de 1912, corroboren la participació de l'esmentada banda dirigida per Baiget en els actes del 50 aniversari de la fundació de l'Acadèmia.
Durant els primers anys del segle xx, Baiget va formar part d'un Sextet com a violí segon dirigit per mossèn Ramon Esteve (piano), mossèn Josep Illa (violoncel), Francesc Farrés (violí 1r), Josep Mateu (viola) i Josep Ollé (contrabaix).
Baiget també va impartir classes al Col·legi dels P.P. Mercedaris de Lleida, on estava instal·lada l'Schola Cantorum fundada per mossèn Ramon Esteve. Tot i que l'escola va començar al local del carrer Cavallers núm. 6 el 1914 aviat, a inicis del 1915, es va traslladar al col·legi dels Mercedaris situada al carrer de Sant Antoni. Juntament amb mossèn Ramon Esteve i Eusebi Niubó, Baiget havia estat un dels fundadors de les classes de música impartides al Patronat Obrer del Sagrat Cor de Jesús.
Poca informació més hi ha sobre Dionís Baiget, excepte que el 1929, concretament el 3 de gener, actuà com a testimoni en la signatura d'una acta notarial referent a l'afer Pere Vila i Codina, prohom nascut a Les Oluges que el 1916 va deixar una fortuna en herència a la Diputació de Lleida.